# Brienne-sur-Aisne
Brienne-sur-Aisne ist eine französische Gemeinde mit 276 Einwohnern (Stand 1. Januar 2022) im Département Ardennes in der Region Grand Est (vor 2016 Champagne-Ardenne). Sie gehört zum Arrondissement Rethel, zum Kanton Château-Porcien und zum Gemeindeverband Pays Rethélois.

## Geografie
Die Gemeinde grenzt an die Départements Aisne und Marne. Sie liegt rund 20 Kilometer nördlich von Reims. Die Aisne bildet die nordwestliche Gemeindegrenze. Der Aisne-Seitenkanal verläuft auf dem Gebiet von Brienne-sur-Aisne parallel zur Aisne. Umgeben wird Brienne-sur-Aisne von den Nachbargemeinden Avaux im Norden, Vieux-lès-Asfeld im Nordosten, Poilcourt-Sydney im Osten sowie von der im Departement Marne gelegenen Gemeinde Auménancourt im Süden und den im Département Aisne gelegenen Gemeinden Pignicourt im Südwesten und Évergnicourt im Nordwesten.

## Bevölkerungsentwicklung
| Jahr                       | 1962 | 1968 | 1975 | 1982 | 1990 | 1999 | 2007 | 2018 |
| Einwohner                  | 184  | 196  | 175  | 162  | 149  | 160  | 175  | 259  |
| Quellen: Cassini und INSEE |      |      |      |      |      |      |      |      |

## Sehenswürdigkeiten

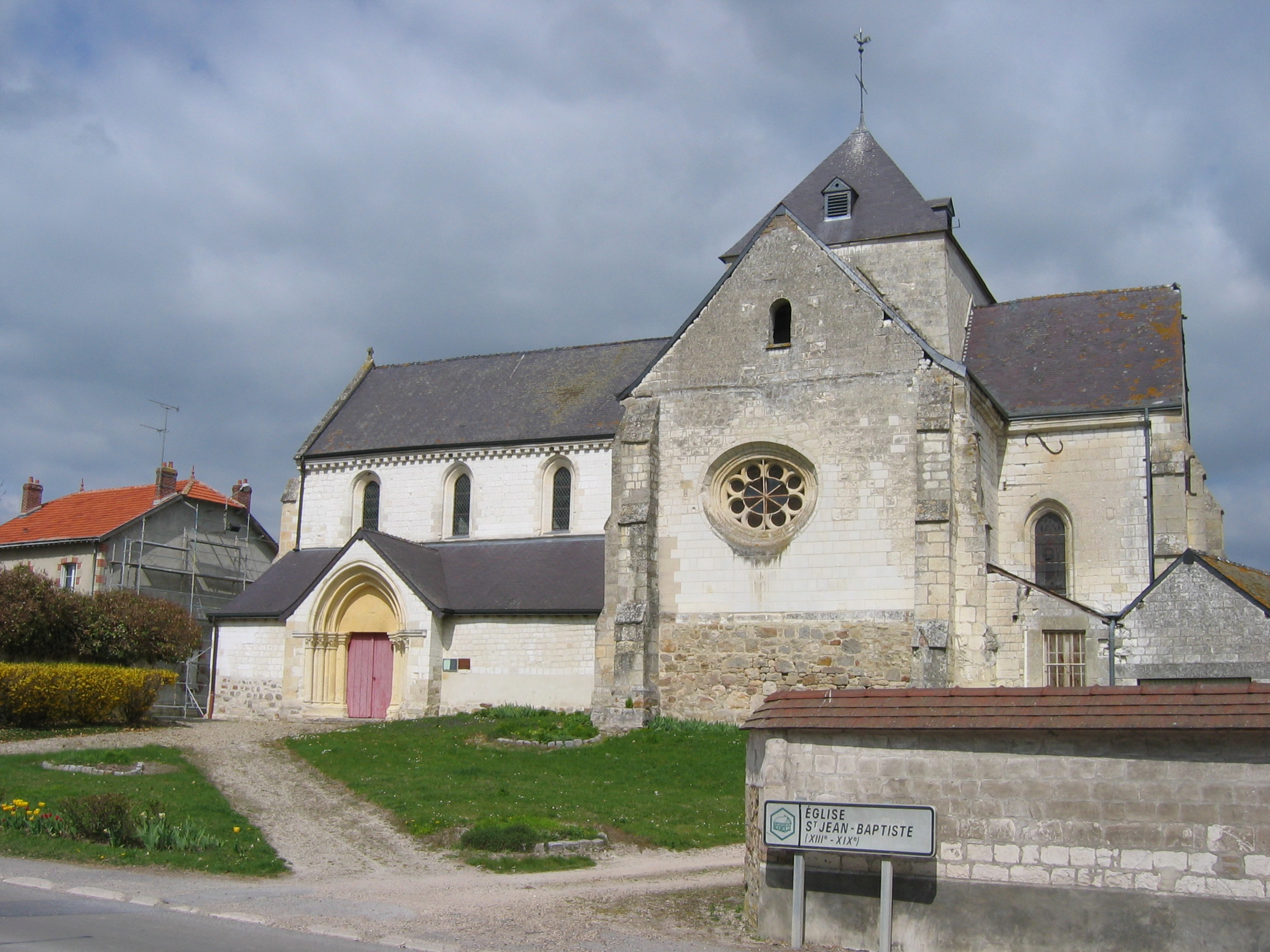
Kirche Saint-Jean-Baptiste

- Kirche Saint-Jean-Baptiste, Monument historique seit 1926[1]